# Volontaires de la Liberté
Ne doit pas être confondu avec Corps franc Liberté.
Le mouvement Volontaires de la Liberté est une organisation française de résistance à l’Occupation allemande, fondée en mai 1941 à Paris par un groupe d'étudiants et de lycéens, notamment Jacques Lusseyran.
Fin 1942, le groupe se sépare, une partie, avec Jacques Lusseyran, ralliant Défense de la France, l'autre, avec Pierre Cochery, se rapprochant de Libération-Nord, dont un des membres, militant socialiste de Belfort, joue un rôle dans l'histoire du mouvement : Paul Rassinier.

## Histoire

### Les débuts (1941-1942)
Les fondateurs sont des élèves des lycées Louis-le-Grand et Henri-IV, en terminale ou en classes préparatoires et des étudiants de la Sorbonne.
À la fin mai 1941, existe un comité directeur de huit membres : Jean Besniée, Jean-Louis Bruch, Pierre Cochery, Jean-Claude Comert, Georges Guillemin, Jacques Lusseyran, Jacques Oudin et Jean Sennelier.
L'activité du groupe consiste au départ dans la publication d'un Bulletin d'information et de réflexion sur le présent et l'avenir de la France, avec des articles de fond sur le nazisme, le marxisme et la démocratie. Le premier numéro parait en novembre 1941 ; 54 autres suivront jusqu'en 1943.

### Les contacts avec d'autres groupes
En 1942, des contacts sont établis, en particulier grâce à Maurice Lacroix, professeur à Henri-IV.
Les Volontaires de la Liberté participent à la diffusion de Résistance (Marcel Renet), mais un article jugé complaisant pour Franco provoque un premier débat au sein du groupe, suscitant la création d'un second bulletin en 1942, Le Tigre (7 numéros jusqu'en octobre 1942).
Le rapprochement de Jacques Lusseyran avec le mouvement Défense de la France (Philippe Viannay) est à l'origine de la séparation entre ceux qui, suivant Lusseyran, entrent dans Défense de la France et ceux qui, estimant ce mouvement trop conservateur, maintiennent le groupe.

### Les Volontaires de la Liberté de 1942-1944
La direction est désormais assurée par Pierre Cochery, Jean-Louis Bruch, André Darrouzet (arrêté en août 1943), Pierre Bigand (remplaçant Darrouzet), Jean-Claude Comert et Yves Allain.
Continuant à faire paraître le Bulletin en 1943, ils organisent aussi des actions de sabotage du STO et s'efforcent de faire paraître un véritable journal, intitulé La IVe République.
Le journal La IVe République et le rôle de Paul Rassinier
Dans cette tâche, ils trouvent l'appui d'un résistant du Territoire de Belfort, lié à Libération-Nord, Paul Rassinier, que Pierre Cochery rencontre à Paris début 1943. Compétent en matière de presse, il fait paraître le premier numéro le 1er novembre 1943 (imprimé à l'imprimerie Schraag de Belfort), avec un tirage de 5000 exemplaires. Au cours du mois de novembre, le numéro 2 est élaboré (plusieurs articles ont été retrouvés dans des archives privées), mais il ne paraît pas car Paul Rassinier est arrêté le 29 novembre et déporté à Buchenwald.

### L'après-guerre
En 1945, Paul Rassinier, de retour du camp, reprend la publication de La IVe République, mais pour son propre compte, comme journal socialiste de Belfort, sans aucun lien avec le groupe des fondateurs. Par ailleurs, pour le grand public, il indique avoir été membre des Volontaires de la Liberté dès juin 1941, alors que pour l'administration, la date qu'il donne pour le début de sa participation est : janvier 1943.

## Membres
- Jacques Lusseyran
- Pierre Cochery
- Yves Allain : actif particulièrement dans l'Est de la France, il rencontre à plusieurs reprises Paul Rassinier à Belfort en 1943
- Paul Rassinier : délégué dans le Territoire de Belfort à partir de janvier 1943 ; responsable de l'impression du journal La IVe République (numéro unique, 1er novembre 1943)
- Jacques Oudin : Responsable de la diffusion, mort pour la France deux semaines avant la Libération le 8 avril 1945 à Ellrich en Allemagne, après avoir été déporté à Auschwitz puis à Buchenwald. Il n'a jamais trahi la France et la Résistance. Martyr pour la France et ses amis résistants, il est mort à 24 ans en saint, après avoir subi la torture à la suite de la dénonciation en janvier 1944 d'un agent double (http://jacques-oudin-resistant.fr).